# Zwartstaartboswolfspin
De zwartstaartboswolfspin (Pardosa lugubris) is een spinnensoort, die behoort tot de wolfspinnen (Lycosidae). Het is een van de bekendste soorten wolfspinnen. Deze spin vindt men ook in België en Nederland. 

## Kenmerken
De spin heeft vaak een lichtbruin borststuk met een lichte middenstreep. Het achterlijf heeft lichte haren en de poten zijn gestreept. De spin is vaak niet groter dan 1 cm.

## Leefwijze
Deze spin weeft geen web, maar maakt jacht op insecten, door erachteraan te lopen.

## Voortplanting
De spin draagt de eieren aan het achterlijf in een cocon.